# Tomás del Estal
Tomás del Estal (Salamanca, mayo de 1967) es un actor español que ha trabajado tanto en teatro como en cine y televisión.

## Biografía
Nació en Salamanca, y muy pequeño se trasladó a Barcelona. Estudió en la escuela de teatro de Barcelona, iniciándose como profesional en 1992 en La Fura dels Baus, grupo en el que permaneció durante 2 años. Más adelante se trasladó a Madrid.

## Cine
- Alatriste (2006). Dirigida por Agustín Díaz Yanes.
- Las 13 rosas (2007). Dirigida por Emilio Martínez Lázaro.
- Guerrilla (2008). Dirigida por Steven Soderbergh.
- Sólo quiero caminar (2008). Dirigida por Agustín Díaz Yanes.
- Pájaros de papel (2010). Dirigida por Emilio Aragón.
- 23-F: la película (2011). Dirigida por Chema de la Peña.
- El hombre de las mil caras (2016). Dirigida por Alberto Rodríguez.

## Teatro
- Lucido de Rafael Spregelburd.
- La vida en chándal dirigida por Miguel Morrillo.
- Ricardo II dirigida por Adrián Daumas.
- En alta mar dirigida por Vicente Rodado.
- L’enderroc de La Fura dels Baus.
- Mar Mediterránea de La Fura dels Baus.

## Televisión
| Año         | Serie                               | Canal                   | Personaje         | Notas         |
| ----------- | ----------------------------------- | ----------------------- | ----------------- | ------------- |
| 1995        | Juntas, pero no revueltas           | La 1                    | Policía           | 1 episodio    |
| 1998        | Periodistas                         | Telecinco               |                   | 1 episodio    |
| 1998        | Nissaga de poder                    | TV3                     | Rafael            | 1 episodio    |
| 2000        | ¡Ala... Dina!                       | Antena 3                | Cámara            | 1 episodio    |
| 2000        | Compañeros                          | Antena 3                |                   | 2 episodios   |
| 2000 - 2001 | Policías, en el corazón de la calle | Antena 3                |                   | 3 episodios   |
| 2001        | Al salir de clase                   | Telecinco               | Agente Torres     | 1 episodio    |
| 2002        | Un paso adelante                    | Antena 3                |                   | 1 episodio    |
| 2003        | Los Serrano                         | Telecinco               | Policía           | 1 episodio    |
| 2003        | Hospital Central                    | Telecinco               | Joaquín           | 1 episodio    |
| 2005        | Al filo de la ley                   | La 1                    |                   | 1 episodio    |
| 2005        | Ana y los 7                         | La 1                    |                   | 1 episodio    |
| 2005        | Aquí no hay quien viva              | Antena 3                | Ginecólogo        | 1 episodio    |
| 2005        | Aída                                | Telecinco               | Señor Robles      | 1 episodio    |
| 2006        | Los hombres de Paco                 | Antena 3                |                   | 3 episodios   |
| 2006        | Hospital Central                    | Telecinco               | Jesús             | 1 episodio    |
| 2006        | Amistades peligrosas                | Cuatro                  | Angulo            | 16 episodios  |
| 2007        | Círculo rojo                        | Antena 3                | Jacobo            | 3 episodios   |
| 2007        | Cuenta atrás                        | Cuatro                  | Guti              | 1 episodio    |
| 2007        | Hermanos y detectives               | Telecinco               |                   | 1 episodio    |
| 2007        | El comisario                        | Telecinco               | Vega              | 4 episodios   |
| 2007        | Gominolas                           | Cuatro                  |                   | 2 episodios   |
| 2007        | SMS                                 | La Sexta                |                   | 21 episodios  |
| 2008        | Sin tetas no hay paraíso            | Telecinco               | Ricardo           | 2 episodios   |
| 2008        | La familia Mata                     | Antena 3                |                   | 1 episodio    |
| 2008 - 2010 | Amar en tiempos revueltos           | La 1                    | José María Pérez  | 218 episodios |
| 2011 - 2013 | Bandolera                           | Antena 3                | Morales           | 79 episodios  |
| 2013        | Gran Reserva: El origen             | La 1                    | Dámaso            | 4 episodios   |
| 2013        | Isabel                              | La 1                    | Yusef Franco      | 1 episodio    |
| 2014; 2016  | Víctor Ros                          | La 1                    | Luis Blázquez     | 14 episodios  |
| 2015        | Cuéntame cómo pasó                  | La 1                    | Policía           | 1 episodio    |
| 2016        | La que se avecina                   | Telecinco               | Profesor          | 1 episodio    |
| 2017        | La zona                             | #0                      |                   | 4 episodios   |
| 2018        | La peste                            | #0                      | Monardes          | 6 episodios   |
| 2018        | La verdad                           | Telecinco               | Arregui           | 4 episodios   |
| 2018        | Presunto culpable                   | Antena 3                | Aitor Aristegui   | 13 episodios  |
| 2019        | Servir y proteger                   | La 1                    | Gabriel Campos    | 18 episodios  |
| 2019        | Antidisturbios                      | Movistar+               | Moreno            | 6 episodios   |
| 2021        | Ana Tramel. El juego                | TVE                     | Emiliano Santonja | 6 episodios   |
| 2021        | Madres. Amor y vida                 | Telecinco y Prime Video | Manuel            | 7 episodios   |
| 2023        | Hasta el cielo: La serie            | Netflix                 | Ferrán            | 7 episodios   |